# Le Monêtier-les-Bains
Le Monêtier-les-Bains (okzitanisch Lo Monastièr) ist eine französische Gemeinde im Département Hautes-Alpes in der Region Provence-Alpes-Côte d’Azur. Sie gehört zum Kanton Briançon-1 im Arrondissement Briançon. 

## Geographie
Le Monêtier-les-Bains grenzt:
- im Norden an Valloire,
- im Nordosten an Nevache,
- im Südosten an La Salle-les-Alpes,
- im Süden an Vallouise-Pelvoux mit Pelvoux,
- im Westen an Villar-d’Arêne,
- im Nordwesten an La Grave.

Das Dorf liegt auf 1500 m im Tal der Guisane; es ist das am höchsten gelegene Dorf an der Straße von  Briançon zum Col du Lautaret.

## Bevölkerungsentwicklung
| Jahr      | 1962 | 1968 | 1975 | 1982 | 1990 | 1999 | 2006 | 2007 | 2012 |
| --------- | ---- | ---- | ---- | ---- | ---- | ---- | ---- | ---- | ---- |
| Einwohner | 734  | 806  | 832  | 970  | 987  | 1009 | 1062 | 1066 | 1011 |

## Sehenswürdigkeiten
- Kirche Notre-Dame-de-l’Assomption
- Kirche Saint-André
- Kirche Saint-Claude-du-Casset
- Kirche Saint-Esprit des Guibertes
- Kirche Saint-Martin
- Kapelle Saint-Pierre

Die vorgenannten Bauwerke sind alle Monuments historiques.

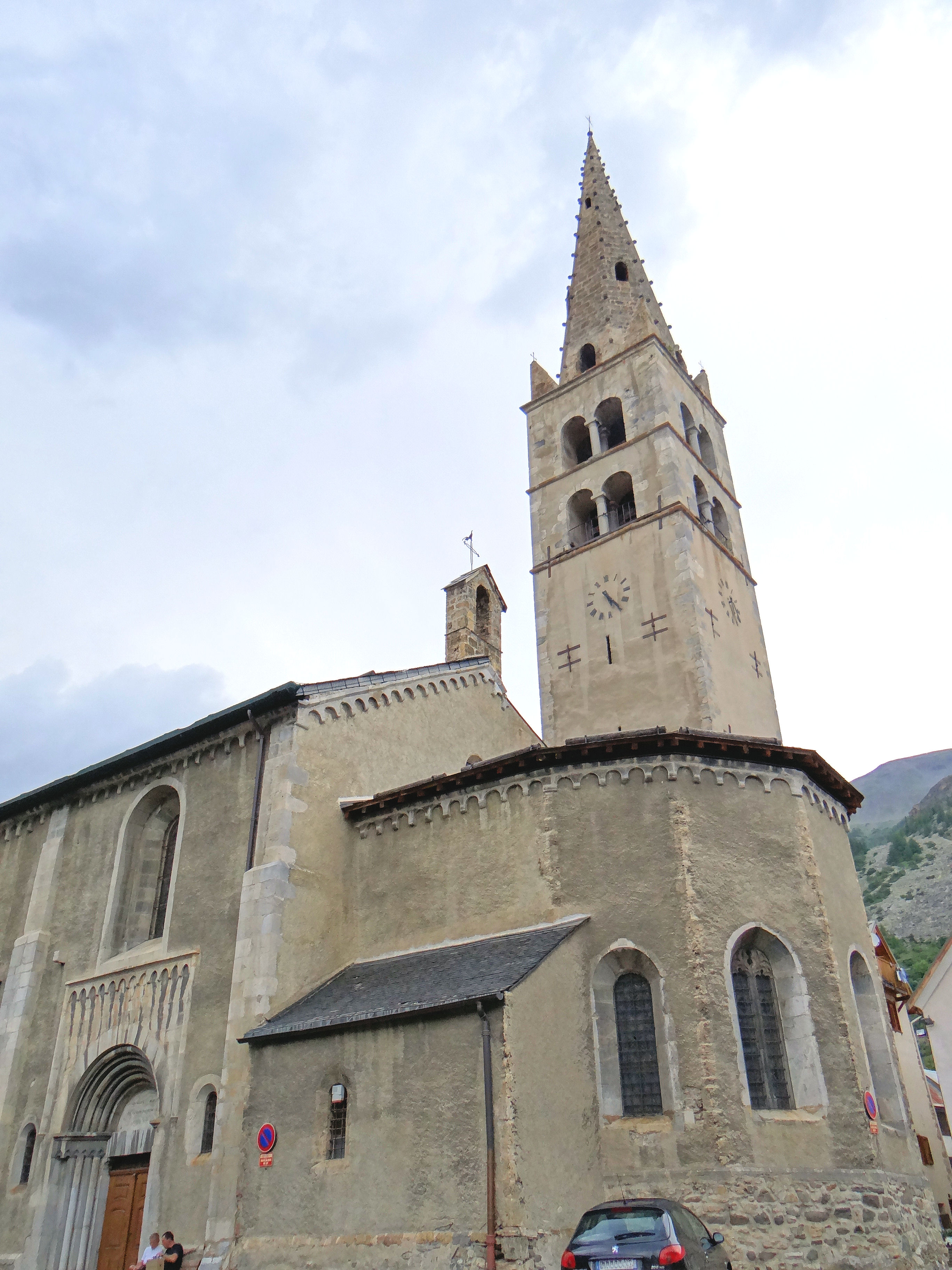
Kirche Notre-Dame-de-l’Assomption
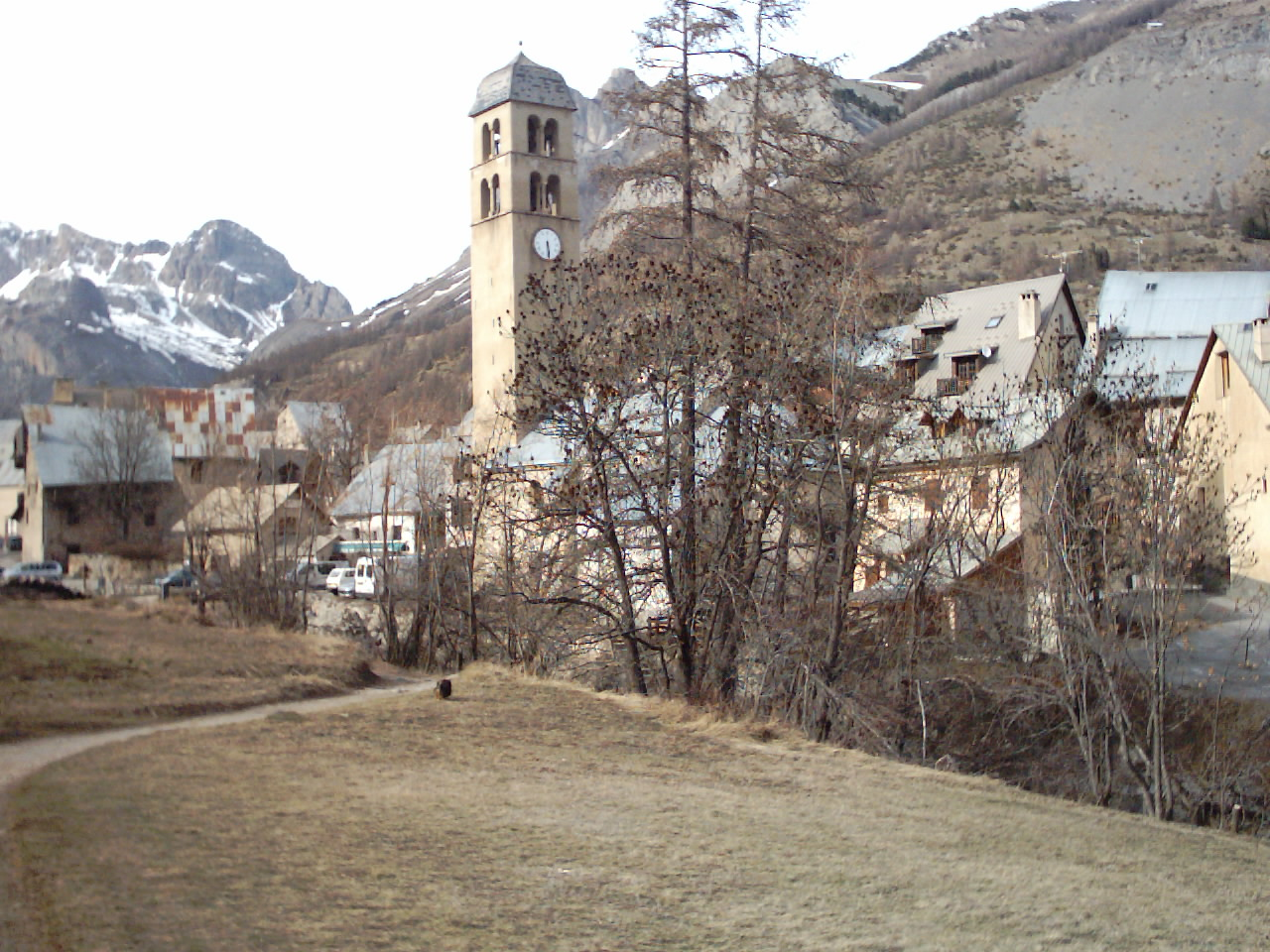
Kirche Saint-Claude-du-Casset
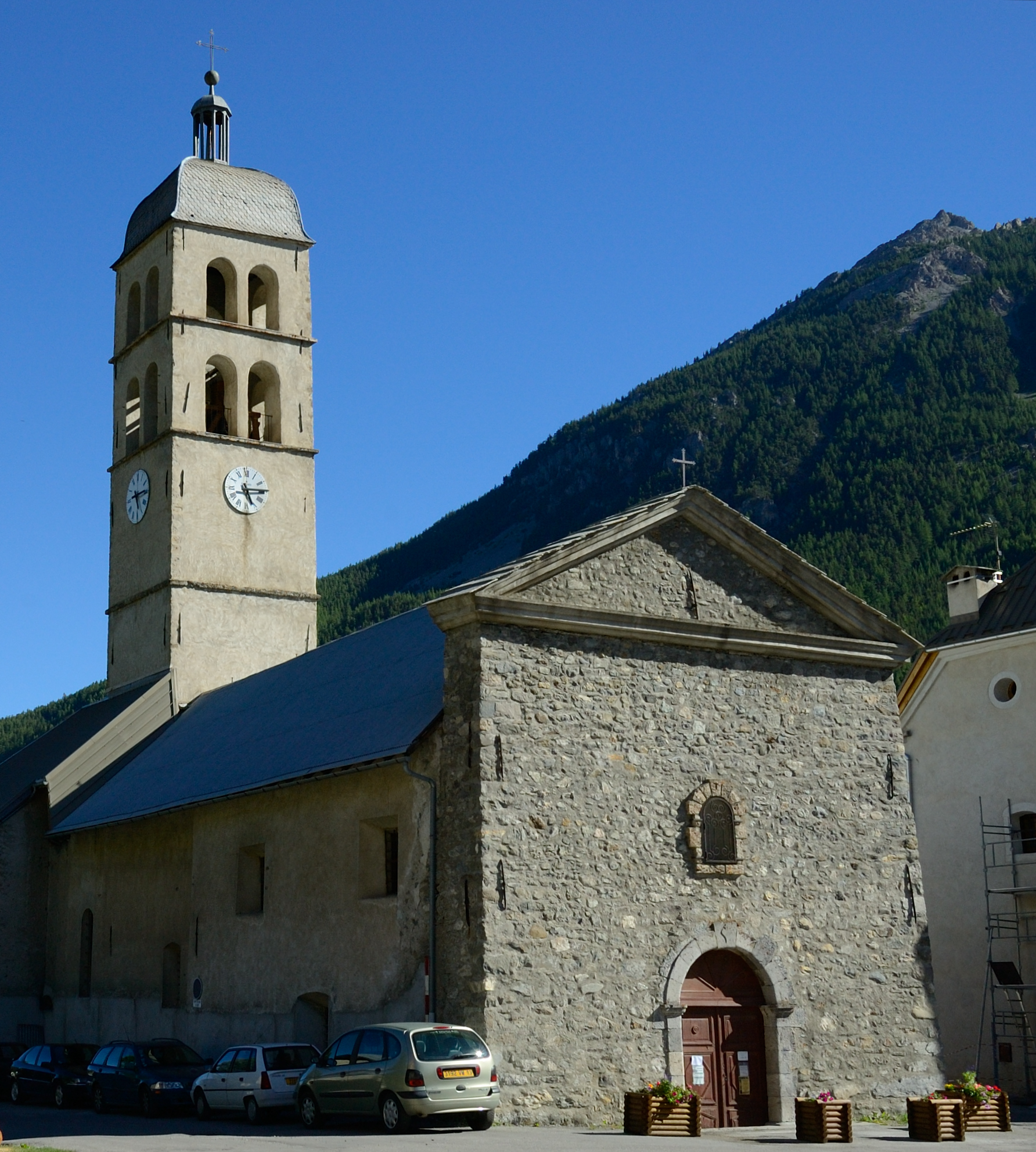
Kirche Saint-Esprit des Guibertes
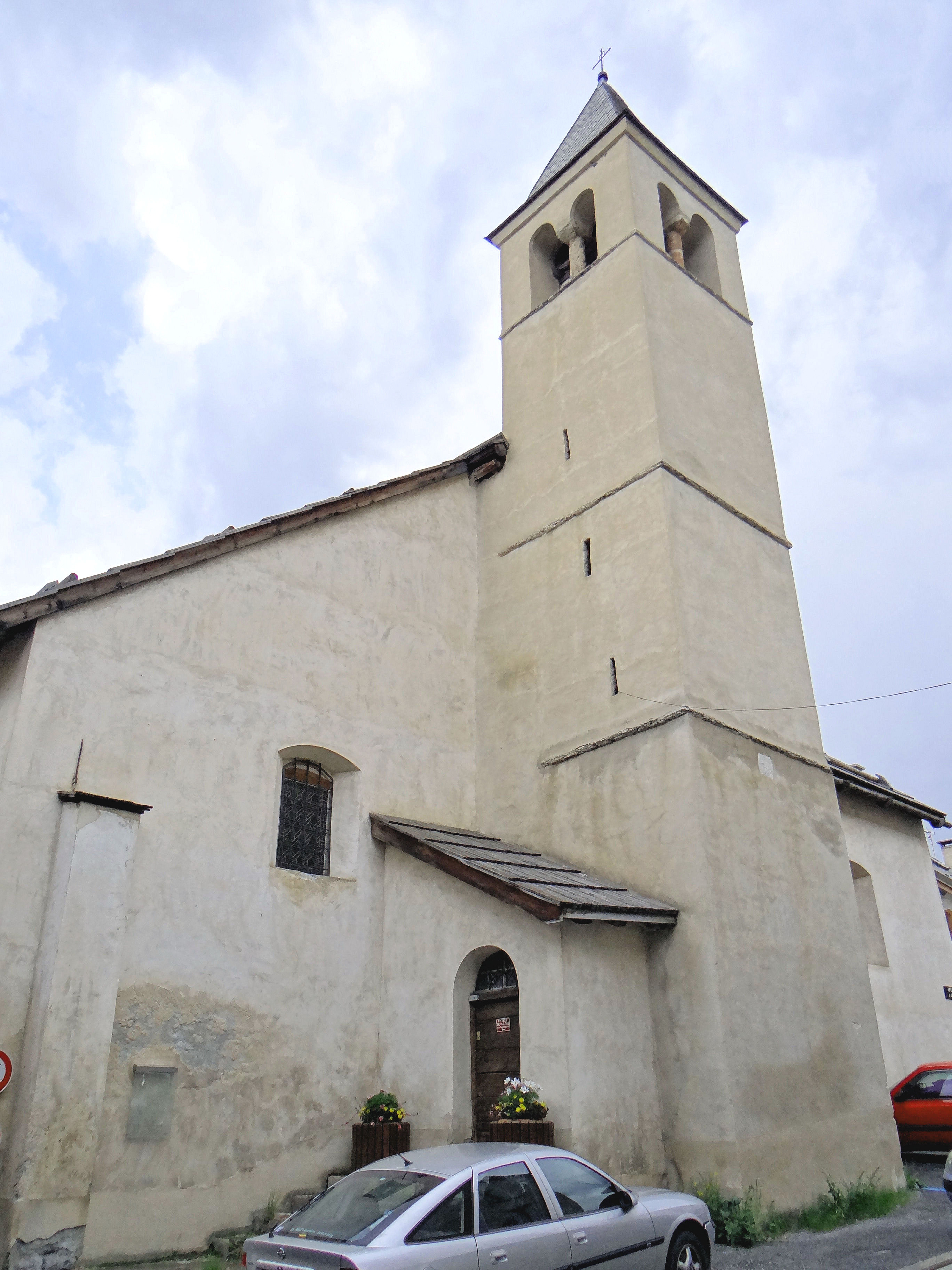
Kapelle Saint-Pierre